# Scytinostroma phaeosarcum
Scytinostroma phaeosarcum är en svampart som beskrevs av Boidin & Lanq. 1976. Scytinostroma phaeosarcum ingår i släktet Scytinostroma och familjen Lachnocladiaceae.   Inga underarter finns listade i Catalogue of Life.